# 岡田淮一
もしかして
- 岡田准一

ではありませんか？